# Hyeondong-myeon
Hyeondong-myeon (koreanska: 현동면)  är en socken i kommunen Cheongsong-gun i provinsen Norra Gyeongsang i den östra delen av Sydkorea, 240 km sydost om huvudstaden Seoul.